# Відкритий чемпіонат США з тенісу 2023
Відкритий чемпіонат США з тенісу 2023 проходив із 28 серпня до 10 вересня 2023 року на відкритих кортах Тенісного центру імені Біллі Джин Кінг у парку Флашинг-Медоуз у районі Нью-Йорка Квінз. Це четвертий турнір Великого шолома календарного року.
Титули чемпіонів США в одиночному розряді у чоловіків та жінок захищали Карлос Алькарас та Іга Свйонтек.

## Огляд подій та досягнень
У чоловіків чемпіоном США 2023 року став серб  Новак Джокович, для якого ця перемога стала четвертою на чемпіонатах США і 24-тим виграним мейджором загалом.
Серед жінок у чемпіонаті  перемогла американка Коко Гофф, для якої це перший титул Великого шолома. 
Змагання чоловічих пар утретє поспіль  виграли  Раджив Рам та Джо Солсбері. Для обох це третій виграний чемпіонат США поспіль і загалом четверта перемога в мейджорах. 
Серед жіночих пар чемпіонками стали канадка Габрієла Дабровскі та новозеландка Ерін Рутліфф. Для обох це перше чемпіонство США та перший титул Великого шолома в парній грі. Для Дабровскі це третій виграний мейджор загалом, враховуючи дві перемоги в міксті. 
У міксті чемпіонат виграла казахстансько-фінська пара Анна Даніліна /  Гаррі Геліоваара. Для обох це перший грендслем.

## Результати фінальних матчів

### Дорослі
| Одиночний розряд. Чоловіки (Докладніше) |                                |                    |
| Новак Джокович                          | Данило Медведєв                | 6–3, 7–6(7–5), 6–3 |
|                                         |                                |                    |
| Одиночний розряд. Жінки (Докладніше)    |                                |                    |
| Коко Гофф                               | Орина Соболенко                | 2–6, 6–3, 6–2      |
|                                         |                                |                    |
| Парний розряд. Чоловіки (Докладніше)    |                                |                    |
| Раджив Рам Джо Солсбері                 | Роган Бопанна Меттью Ебден     | 2–6, 6–3, 6–4      |
|                                         |                                |                    |
| Парний розряд. Жінки (Докладніше)       |                                |                    |
| Габріела Дабровскі Ерін Рутліфф         | Лаура Зігемунд Віра Звонарьова | 7–6(11–9), 6–3     |
|                                         |                                |                    |
| Змішаний парний розряд (Докладніше)     |                                |                    |
| Анна Даніліна Гаррі Геліоваара          | Джессіка Пегула Остін Крайчек  | 6–3, 6–4           |

### Юніори
| Одиночний розряд. Хлопці  |                                 |                  |
| Жоао Фонсека              | Лернер Тьєн                     | 4–6, 6–4, 6–3    |
|                           |                                 |                  |
| Одиночний розряд. Дівчата |                                 |                  |
| Кетрін Хвей               | Тереза Валентова                | 6–4, 6–4         |
|                           |                                 |                  |
| Парний розряд. Хлопці     |                                 |                  |
| Макс Далін Олівер Оякеер  | Федеріко Бондіолі Йоел Шверцлер | 3–6, 6–3, [11–9] |
|                           |                                 |                  |
| Парний розряд. Дівчата    |                                 |                  |
| Мара Гае Анастасія Гурєва | Сара Сайто Нанака Сато          | 1–6, 7–5, [10–8] |
|                           |                                 |                  |